# Mario Mijatović
Mario Mijatović (Kneževo, 24 ottobre 1980) è un calciatore croato, attaccante del Radnički Dalj.

## Palmarès

### Club

#### Competizioni nazionali
- Coppa d'Albania: 1

Kukësi: 2015-2016